# Pargny-lès-Reims

Pargny-lès-Reims este o comună în departamentul Marne, Franța. În 2009 avea o populație de 358 de locuitori.